# Orkuveita Reykjavíkur
Orkuveita Reykjavíkur (en español: «Energía de Reikiavik») es una compañía islandesa especializada en la distribución y producción de agua, energía y calefacción. También gestiona una red de saneamiento y gestión de residuos. Opera en 20 municipios del suroeste de Islandia, prestando servicios a 210 000 personas, el 70 % de la población del país. Orkuveita Reykjavíkur es propiedad de la ciudad de Reikiavik (93,5 %) y de los municipios de Akranes (5,5 %) y Borgarbyggð (1 %).[cita requerida] Su actual presidente es Haraldur Flosi Tryggvson y su director ejecutivo Helgi Þór Ingason.